# Eva Thatcher
Pour les articles homonymes, voir Thatcher (homonymie).
Eva Thatcher, née le 14 mars 1862 à Omaha (Nebraska) aux États-Unis, est une actrice américaine du cinéma muet, qui a joué dans plus d'une centaine de films durant sa carrière, de 1913 à 1930.
Elle meurt à Los Angeles, le 28 septembre 1942.

## Filmographie
La filmographie d'Eva Thatcher, comprend les films suivants :
- 1913 : When Spirits Walk
- 1913 : The Circuit Rider of the Hills
- 1913 : His Better Self
- 1914 : Universal Ike Has One Foot in the Grave
- 1914 : Why Universal Ike Left Home
- 1914 : Lucille Love: The Girl of Mystery
- 1914 : Universal Ike Almost a Hero
- 1914 : Universal Ike Gets a Line on His Wife
- 1914 : Universal Ike in Pursuit of Eats
- 1914 : Universal Ike Junior and His Mother-in-Law
- 1914 : Universal Ike Junior in a Battle Royal
- 1914 : Universal Ike Junior Bearly Won Her
- 1914 : Universal Ike Junior in a Case on the Doctor
- 1914 : Universal Ike Junior in Me, Him, and I
- 1914 : Universal Ike Junior in the New Cook
- 1914 : Universal Ike Junior in Cupid's Victory
- 1914 : Universal Ike Junior in His City Elopement
- 1914 : Universal Ike Junior's Legacy
- 1914 : Universal Ike Junior on His Honeymoon
- 1914 : Universal Ike Junior at the Dance of Little L.O.
- 1914 : Universal Ike Junior Nearly Gets Married
- 1914 : Universal Ike Junior in the Scarecrow and the Chaperone
- 1914 : Universal Ike Junior in the 'Dear' Hunter
- 1915 : The Tam o' Shanter
- 1915 : Her Three Mothers
- 1915 : Sammy's Scandalous Scheme
- 1916 : The Candy Cook
- 1916 : Brigand sans le vouloir (en)
- 1916 : Luke, Crystal Gazer de Hal Roach
- 1916 : Luke's Lost Lamb de Hal Roach
- 1916 : Some Liars
- 1916 : Charlot et le Comte (The Count) de Charles Chaplin
- 1916 : His Busted Trust
- 1916 : Haystacks and Steeples (en)
- 1916 : Lui et le noble sport (en)
- 1916 : Lui… directeur de cinéma (en)
- 1917 : Her Nature Dance
- 1917 : His Naughty Thought
- 1917 : The Betrayal of Maggie
- 1917 : Un automate très autonome (A Clever Dummy)
- 1917 : She Needed a Doctor
- 1917 : Thirst
- 1917 : The Late Lamented
- 1917 : Erreur de chambre (A Bedroom Blunder) de Edward F. Cline et Hampton Del Ruth
- 1917 : Casimir et les lions
- 1917 : That Night
- 1918 : Philomène fille de salle
- 1918 : It Pays to Exercise
- 1918 : Friend Husband
- 1918 : The Battle Royal
- 1918 : Her Screen Idol
- 1918 : Ladies First
- 1918 : Mickey de F. Richard Jones et James Young
- 1918 : Le Don Juan du pays
- 1918 : Sleuths
- 1918 : Whose Little Wife Are You?
- 1918 : Her First Mistake
- 1918 : The Village Chestnut
- 1919 : Cupid's Day Off
- 1919 : Never Too Old
- 1919 : Yankee Doodle in Berlin de F. Richard Jones
- 1919 : Madame Petitpont blanchisseuse de fin
- 1919 : Hearts and Flowers
- 1919 : Trying to Get Along
- 1919 : Among Those Present
- 1919 : Uncle Tom Without a Cabin
- 1919 : Salome vs. Shenandoah
- 1919 : A Lady's Tailor
- 1920 : Un mariage mouvementé
- 1920 : The Gingham Girl
- 1920 : By Golly!
- 1920 : Married Life
- 1920 : Great Scott!
- 1920 : My Goodness
- 1920 : Movie Fans
- 1921 : Love, Honor and Behave!
- 1921 : Zigoto boulanger
- 1921 : Zigoto encaisseur
- 1921 : Be Reasonable
- 1922 : Golf
- 1922 : The Counter Jumper
- 1923 : Une partie de plaisir (A Friendly Husband) de John G. Blystone
- 1923 : A Chapter in Her Life
- 1923 : The High Life
- 1924 : Payable on Demand
- 1924 : Pour l'amour de l'enfant
- 1924 : Not Built for Runnin'
- 1925 : The Trouble Buster
- 1925 : Flash o' Lightning
- 1925 : Good Morning, Nurse
- 1925 : Tee for Two
- 1925 : The Knockout Kid
- 1925 : Pleasure Bound
- 1925 : Ranchers and Rascals
- 1925 : Dangerous Fists
- 1926 : Live Cowards
- 1926 : The Blind Trail
- 1926 : Hold Your Hat
- 1926 : Tonight's the Night
- 1926 : The Yokel
- 1926 : The Outlaw Express
- 1927 : High Sea Blues
- 1927 : Hot Lightning
- 1927 : Somebody's Fault
- 1927 : Blazing Days (en)
- 1927 : Breezing Along
- 1927 : The Man Tamer
- 1927 : Fox Tales
- 1927 : She's a Boy
- 1927 : Shooting Wild
- 1927 : Scared Silly
- 1927 : The Little Rube
- 1927 : Shamrock Alley
- 1928 : Wedding Slips
- 1928 : Wildcat Valley
- 1928 : Chilly Days
- 1928 : His Maiden Voyage
- 1928 : No Fare
- 1928 : At It Again
- 1928 : Who's Lyin?
- 1928 : Sailor Boy
- 1928 : The Gloom Chaser
- 1928 : Troubles Galore
- 1928 : Cook, Papa, Cook
- 1928 : Call Your Shots
- 1928 : Bumping Along
- 1928 : Misplaced Husbands
- 1928 : Hot or Cold
- 1928 : Social Prestige
- 1929 : Dumb -- And How
- 1929 : Whoopee Boys
- 1929 : Her Big Ben
- 1929 : Parlor Pests
- 1929 : Delicious and Refreshing
- 1929 : Household Blues
- 1929 : Hot Sports
- 1930 : Oh Darling!

## Galerie

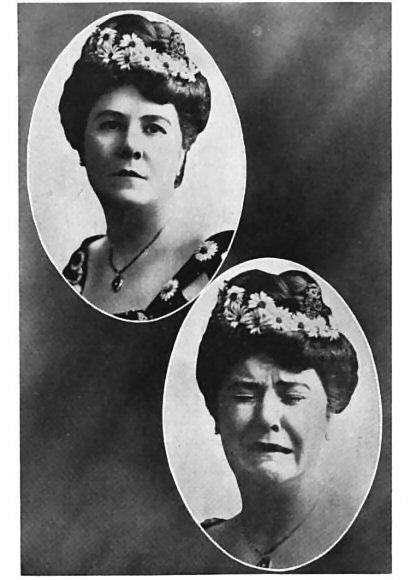
Eva Thatcher (1914)
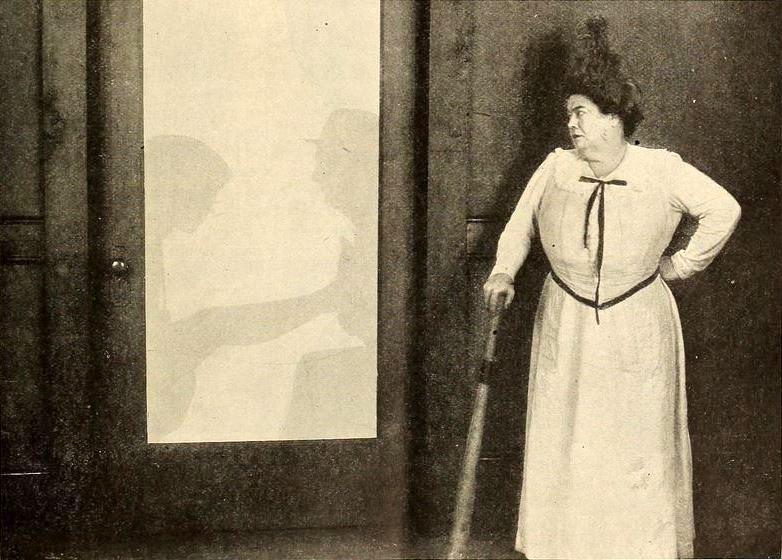
Eva Thatcher dans le film Cupid's Day Off (1919)
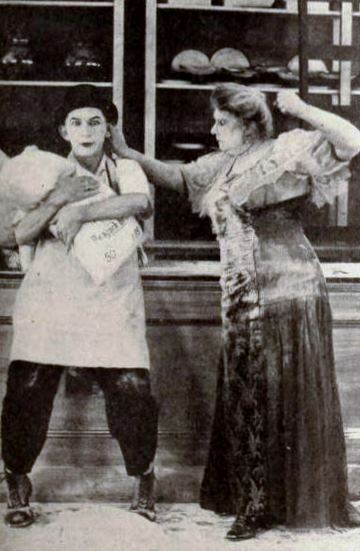
Eva Thatcher dans le film Zigoto boulanger (1921)

## Source de la traduction
- (en) Cet article est partiellement ou en totalité issu de l’article de Wikipédia en anglais intitulé « Eva Thatcher » (voir la liste des auteurs).